# Cochemiea setispina
Cochemiea setispina ist eine Pflanzenart aus der Gattung Cochemiea in der Familie der Kakteengewächse (Cactaceae). Das Artepitheton setispinus leitet sich von den lateinischen Worten seta für ‚borstig‘ sowie -spinus für ‚bedornt‘ ab und verweist auf die schlanken Randdornen der Art.

## Beschreibung
Cochemiea setispina hat einen graugrünen Pflanzenkörper, der von der Basis her sprosst, wodurch sich größere Gruppen herausbilden. Die einzelnen Triebe werden bis zu 30 Zentimeter lang und 3 bis 6 Zentimeter im Durchmesser. Die einzelnen Warzen sind konisch geformt. Die Axillen sind bewollt. Etwa 1 bis 4 Mitteldornen sind 2 bis 5 Zentimeter lang. Im Gegensatz dazu sind die 10 bis 12 Randdornen ungleich flexibler und von weißlicher Farbe mit dunklen Spitzen. Die 5 bis 6 Zentimeter großen zygomorphen Blüten sind scharlachrot. Die Staubfäden ragen stark heraus. Die Früchte sind dunkelrot und ca. 2 Zentimeter lang. Die Samen sind schwarz.

## Verbreitung und Systematik
Cochemiea setispina ist in dem mexikanischen Bundesstaat Baja California verbreitet und kommt im Gebiet bei San Borja, San Julio Canyon und auf der Insel Angel de la Guardia vor.
Die Erstbeschreibung als Cactus setispinus erfolgte 1894  durch John Merle Coulter. Frederick Arthur Walton stellte die Art 1899 in die Gattung Cochemiea. Weitere nomenklatorische Synonyme sind Mammillaria setispina (J.M.Coult.) K.Brandegee (1897), Mammillaria pondii subsp. setispina (Engelm. ex J.M.Coult.) D.R.Hunt (1997) und Cochemiea pondii subsp. setispina (Engelm. ex J.M.Coult.) U.Guzmán (2003).

## Nachweise